# 无产阶级专政党
无产阶级专政党（羅馬化：Partiya Diktaturi Proletariata）是俄罗斯的一个共产主义政党。该党成立于1990年，创始人是格里戈里·伊萨耶夫和阿列克谢·拉兹拉茨基。该党奉行一种很大程度上类似于马克思列宁毛主义的意识形态。该党以萨马拉为活动基地。该党出版刊物《罢工》。